# Wynonna Earp

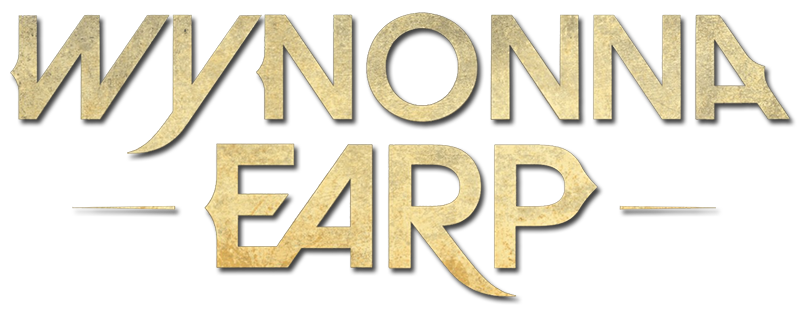

Wynonna Earp är en kanadensisk TV-serie från 2016 som utspelar sig i den fiktionella staden Purgatory. Serien följer Wynonna Earp som är Wyatt Earps barnbarnsbarnbarn. Serien hade nordamerikansk premiär i april 2016 och följdes upp med en andra säsong 2017.